# D116 (Rhône)
De D116 is een departementale weg in het Franse departement Rhône. De weg loopt van Chambost-Allières via Jarnioux naar de D338 bij Liergues. De lengte is ongeveer 22 kilometer.